# Hannes Löhr
Johannes «Hannes» Löhr (5 de juliol de 1942 – 29 de febrer de 2016) va ser un jugador i entrenador de futbol alemany. En la seva etapa com a jugador professional jugava en la posició de davanter.
Va ser l'entrenador de la selecció olímpica d'Alemanya Occidental que va guanyar la medalla de bronze en els Jocs Olímpics de 1988 a Seül.

## Participacions en Mundials
| Mundial                        | Seu   | Resultat    |
| ------------------------------ | ----- | ----------- |
| Copa Mundial de Futbol de 1970 | Mèxic | Tercer lloc |